# الإمبراطورية (فلم)
الإمبراطورية (بالإنجليزية: Empire) فيلم أمريكي أنتج سنة 2002 وهو من نوع الإثارة وهو من بطولة جون ليجويزامو وبيتر سارسجارد.

## وصلات خارجية
- مقالات تستعمل روابط فنية بلا صلة مع ويكي بيانات

1. ↑  "Reviews for Empire". روتن توميتوز. فليكستر  [لغات أخرى]‏. مؤرشف من الأصل في 2016-12-12. اطلع عليه بتاريخ 2011-07-16.{{استشهاد ويب}}:  صيانة الاستشهاد: علامات ترقيم زائدة (link)
2. ↑  Munoz، Lorenza (3 يناير 2003). "Movies; Little pictures have a big year; Playing against type, 'Monsoon Wedding' and other niche films were very profitable for Hollywood in 2002". لوس أنجلوس تايمز. ص. E.1 (Calendar). مؤرشف من الأصل في 2016-08-25. اطلع عليه بتاريخ 2011-06-16.
3. ↑  "Box office information for Empire". بوكس أوفيس موجو. مؤرشف من الأصل في 2016-04-16. اطلع عليه بتاريخ 2011-07-16.